# Plique-à-jour

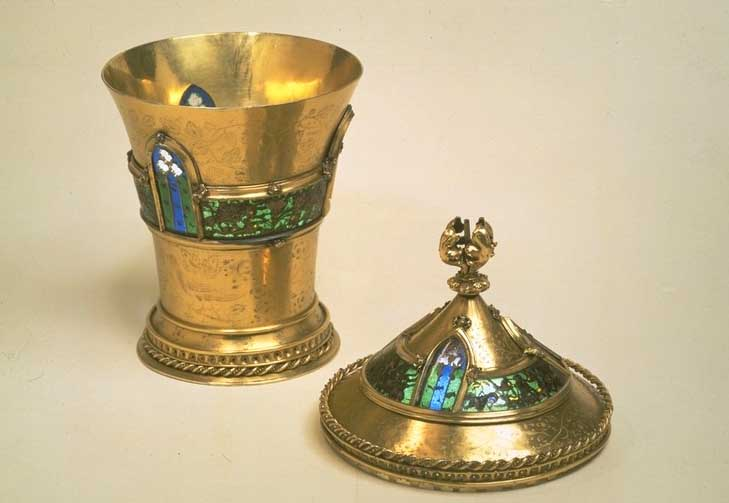
El vaso Mérode, pieza sobreviviente medieval con plique-à-jour, c. 1400 (Victoria and Albert museum no. 403-1872

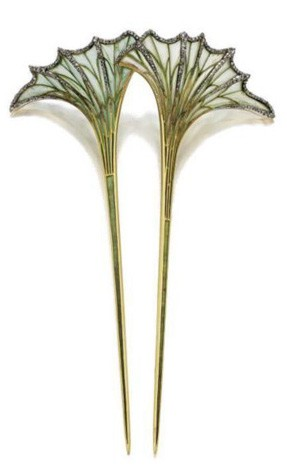
Esmaltado plique-à-jour con pequeños diamantes rosa en las nervaduras c1900

Plique-à-jour (en francés: "permitiendo que entre la luz") es una técnica de esmaltado vítreo en la cual el esmalte es aplicado en celdas, de manera similar al cloisonné, pero sin ningún material de respaldo en el producto terminado, de forma tal que la luz puede pasar a través del material transparente o translúcido. De hecho es una versión en miniatura de los vitrales y es sumamente difícil de realizar:  requiere de mucho tiempo (hasta 4 meses para producir una pieza), con una elevada tasa de falla. La técnica es similar a la del cloisonné, pero utiliza un material de respaldo temporario que luego del cocido es disuelto con ácido o extraído de alguna manera. Existe otra técnica que se utiliza en sectores de pequeñas dimensiones que solo utiliza la tensión superficial. En el Japón la técnica es denominada shotai-jippo(shotai shippo), y ha estado en uso a partir del siglo XIX.